# Các hiệp ước Roma
Các Hiệp ước Roma là 2 hiệp ước của Liên minh châu Âu được 6 nước Pháp, Tây Đức, Ý, Bỉ, Hà Lan và Luxembourg ký kết ngày 25.3.1957 tại Roma, Ý.
Hiệp ước thứ nhất thiết lập Cộng đồng Kinh tế châu Âu (EEC) va hiệp ước thứ hai thiết lập Cộng đồng Năng lượng nguyên tử châu Âu (EAEC hoặc Euratom). Đây là các tổ chức quốc tế đầu tiên dựa trên chủ nghĩa siêu quốc gia, sau Cộng đồng Than Thép châu Âu (ECSC) được thành lập trước đó ít năm.
Các hiệp ước này có hiệu lực từ ngày 1.1.1958. Hiệp ước Cộng đồng Kinh tế châu Âu đã được sửa đổi bổ sung nhiều lần (xem Các hiệp ước của Liên minh châu Âu); Từ "Hiệp ước thành lập Cộng đồng Kinh tế châu Âu", hiệp ước này được đặt tên lại là Hiệp ước thành lập Cộng đồng châu Âu. Tuy nhiên, hiệp ước Cộng đồng Năng lượng nguyên tử châu Âu chỉ được sửa đổi rất ít, do e ngại các cử tri của các nước thành viên sẽ phản đối năng lượng nguyên tử.

## Lịch sử
- xem Lịch sử Liên minh châu Âu

Năm 1951, Hiệp ước Paris được ký kết, lập ra Cộng đồng Than Thép châu Âu (ECSC). Đây là một cộng đồng quốc tế dựa trên chủ nghĩa siêu quốc gia và luật quốc tế, nhằm giúp kinh tế châu Âu và ngăn ngừa chiến tranh trong tương lai, bằng việc hội nhập các nước thành viên với nhau. Trong mục tiêu thiết lập một Liên bang châu Âu, 2 cộng đồng khác đã được đề nghị thành lập: Cộng đồng Phòng vệ châu Âu (European Defence Community, EDC) và Cộng đồng chính trị châu Âu (European Political Community, EPC). Trong khi Hiệp ước về 2 Cộng đồng sau chót được Phòng Nghị viện của Cộng đồng Than Thép soạn thảo, thì Quốc hội Pháp đã bác bỏ dự án Cộng đồng Phòng vệ châu Âu (EDC). Chủ tịch Ủy ban châu Âu thời đó Jean Monnet - một nhân vật lãnh đạo đàng sau các cộng đồng – đã từ chức để phản đối (Quốc hội Pháp) và bắt đầu làm các dự án về các cộng đồng khác, dựa trên việc hội nhập kinh tế hơn hội nhập chính trị.
Do kết quả của các cuộc khủng hoảng năng lượng, Hội đồng lập pháp chung đề nghị mở rộng quyền của Cộng đồng Than Thép để bao trùm các nguồn năng lượng khác. Tuy nhiên, Jean Monnet muốn có một cộng đồng riêng biệt chuyên về năng lượng nguyên tử, và Louis Armand được trao cho nhiệm vụ nghiên cứu các triển vọng sử dụng năng lượng hạt nhân ở châu Âu. Báo cáo của Armand kết luận là việc phát triển năng lượng hạt nhân là cần thiết, để bù vào sự thiếu hụt do khai thác cạn kiệt các mỏ than, và để giảm bớt phụ thuộc vào các nước sản xuất dầu. Tuy nhiên, 3 nước trong khối Benelux và Tây Đức cũng còn quan tâm tới việc thiết lập một thị trường chung, nhưng Pháp phản đối vì chính sách bảo hộ nền công nghiệp trong nước của mình. Jean Monnet cho rằng đây là nhiệm vụ quá lớn và khó khăn. Cuối cùng, Monnet đề nghị thành lập 2 cộng đồng riêng rẽ, nhằm làm hài lòng các lợi ích của mọi bên. Theo kết quả của Hội nghị Messina (Ý) năm 1955, Paul-Henri Spaak được bổ nhiệm làm chủ tịch một ủy ban chuẩn bị (Ủy ban Spaak) để chuẩn bị một báo cáo về việc lập một thị trường chung châu Âu.
Báo cáo của Spaak do ủy ban Spaak soạn thảo, đưa ra cơ sở cho tiến trình xa hơn, và được Hội nghị Venezia (29 và 30.5.1956) chấp nhận, đồng thời quyết định tổ chức một hội nghị liên chính phủ. Báo cáo của Spaak đã tạo thành nền tảng của Hội nghị liên chính phủ về Thị trường chung và Cộng đồng Năng lượng nguyên tử tại Lâu đài Val Duchesse (Bỉ) năm 1956.
| Các bên ký kết                                    | Đại diện cho |
| ------------------------------------------------- | ------------ |
| Paul-Henri Spaak · Jean Charles Snoy et d'Oppuers | Bỉ           |
| Konrad Adenauer · Walter Hallstein                | Tây Đức      |
| Christian Pineau · Maurice Faure                  | Pháp         |
| Antonio Segni · Gaetano Martino                   | Ý            |
| Joseph Bech · Lambert Schaus                      | Luxembourg   |
| Joseph Luns · J. Linthorst Homan                  | Hà Lan       |

Kết quả của hội nghị này là các cộng đồng mới cùng có một Hội đồng lập pháp chung, cũng như Tòa án Cộng đồng châu Âu chung với Cộng đồng Than Thép. Nhưng 2 cộng đồng sau không chung Hội đồng Chức trách cấp cao với Cộng đồng Than Thép. Các Cơ quan chức trách cấp cao của 2 cộng đồng mới sẽ được gọi là các Ủy ban châu Âu, do việc giảm bới quyền hành của các cơ quan này. Pháp miễn cưỡng đồng ý, và do đó các Ủy ban mới chỉ có các quyền căn bản, và các quyết định quan trọng phải được sự chấp thuận của Hội đồng, bây giờ quyết định bằng bỏ phiếu theo đa số. Cộng đồng Năng lượng nguyên tử nhắm khuyến khích việc hợp tác trong lãnh vực năng lượng hạt nhân, thời đó rất được ưa chuộng, và Cộng đồng Kinh tế nhằm thiết lập một liên minh thuế quan đầy đủ giữa các nước thành viên.
Hội nghị đưa đến việc ký kết Các hiệp ước Roma ngày 25.3.1957 tại Palazzo dei Conservatori trên đồi Capitoline ở Roma (Ý). Tháng 3 năm 2007, chương trình Today của đài phát thanh BBC thuật lại là các sự trì hoãn trong việc in hiệp ước có nghĩa là tài liệu được ký bởi các nhà lãnh đạo châu Âu như Hiệp ước Roma gồm có các trang bỏ trống giữa trang đầu và trang dành cho các chữ ký.

## Cộng đồng Năng lượng nguyên tử châu Âu
Hiệp ước Cộng đồng Năng lượng nguyên tử châu Âu ít được biết đến hơn, do việc tổ chức này giữ kín đáo. Trong khi Cộng đồng Kinh tế châu Âu đã tiến hóa thành Liên minh châu Âu ngày nay, thì Cộng đồng Năng lượng nguyên tử châu Âu vẫn giữ gần y nguyên như cũ, và được lãnh đạo bởi cùng các cơ quan thể chế như của Cộng đồng Kinh tế châu Âu. Nó được thiết lập với các cơ quan thể chế độc lập, nhưng năm 1967 Hiệp ước Hợp nhất đã hợp nhất các cơ quan của Cộng đồng Năng lượng nguyên tử và của Cộng đồng Than Thép với các cơ quan của Cộng đồng Kinh tế châu Âu. Hiệp ước Cộng đồng Năng lượng nguyên tử được sửa chữa bổ sung rất ít, vì e ngại các ý kiến phản đối của các cử tri về năng lượng nguyên tử.

## Các lần đặt tên lại Cộng đồng Kinh tế châu Âu
Tên nguyên thủy đầy đủ của Hiệp ước Cộng đồng Kinh tế châu Âu là Hiệp ước thành lập Cộng đồng Kinh tế châu Âu, nhưng năm 1993 Hiệp ước Maastricht đã đổi tên Hiệp ước thành lập Cộng đồng Kinh tế châu Âu để phản ánh sự thay đổi Cộng đồng Kinh tế châu Âu thành Cộng đồng châu Âu. Vì thế Hiệp ước Roma nói trên được đổi thành Hiệp ước thành lập Cộng đồng châu Âu (TEC).
Theo Hiệp ước Lisbon thì một sự thay đổi nữa về bản chất của Cộng đồng sẽ dẫn tới việc sửa đổi bổ sung Hiệp ước Cộng đồng Kinh tế châu Âu và đặt tên lại là Hiệp ước về hoạt động của Liên minh châu (Treaty on the Functioning of the European Union, TFEU).

## Kỷ niệm 50 năm
Lễ kỷ niệm 50 năm Hiệp ước Roma đã được cử hành theo nhiều cách suốt năm, trong đó có các sự kiện về Ngày châu Âu. Nhiều tiền kim loại để kỷ niệm đã được phát hành, trong đó có đồng 2 euro kỷ niệm, đặc biệt với các mẫu thiết kế gần giống nhau bởi mỗi 13 nước trong khu vực euro thời đó (lần đầu tiên mà mỗi nước thành viên khu vực đồng euro cùng phát hành một đồng tiền kim loại). Ngoài ra còn các đồng euro kim loại không lưu hành khác, trong đó có đồng euro bằng vàng và bạc như đồng 10 euro bằng vàng và bạc của Bỉ phát hành nhân kỷ niệm 50 năm hiệp ước Roma.